# La Femme qui perd ses jarretières
La Femme qui perd ses jarretières est une comédie en un acte mêlée de couplets d'Eugène Labiche, représentée pour la première fois à Paris au Théâtre du Palais-Royal le 8 février 1851.

Collaborateur Marc-Michel.

Editions Michel Lévy frères.

## Argument
Laverdure, ancien domestique devenu rentier grâce au généreux testament de son maître, s'ennuie et décide d'engager un groom, originaire, comme lui, du Morvan, pour le former, quitte à l'épuiser pour pouvoir recommencer. Parallèlement, il est attiré par une jeune chemisière, Fidéline, aperçue dans un magasin du passage Choiseul, et qu'il a conviée chez lui à prendre ses mesures pour réaliser douze douzaines de paires de chemises.
Lorsque Gaspard, le groom, et Fidéline, la chemisière, se rencontrent chez Laverdure, ils se souviennent de s'être croisés le matin même dans une diligence, et, à la suite d'un accident, de s'être embrassés…

## Quelques répliques
« LAVERDURE,  faisant entrer GASPARD. — Arrive donc, imbécile !... (A part.) C'est une buse !... Il est charmant !... »

« LAVERDURE, à part. — Il est stupide ! Je crois que je le garderai longtemps... »

« GASPARD, seul. —  ... Pendant ce temps, le postillon relevait ses chevaux... les bêtes avant les gens... c'était son droit... les bêtes, ça coûte ! »

« GASPARD. — Aussi, si vous tombiez à l'eau... je me jetterais au feu pour vous sauver !...

LAVERDURE, à part. — Il est bête et dévoué... un vrai caniche ! »

« FIDELINE.  (Parlant au-dehors par la fenêtre.) Promène-toi cinq petites minutes, Arthur... (Au public.) Tous mes prétendus je les appelle Arthur... pour ne pas me tromper. »

« LAVERDURE, sortant du cabinet avec humeur. — Ah çà ! Qui est-ce qui se permet donc !... Fidéline !

FIDELINE, à part. — Tiens ! C'est le vieux qui me fait de l'œil au magasin ! »

« LAVERDURE. — Allons donc !... Quand on a vingt-cinq mille livres de rentes !

FIDELINE, criant. — Hein ?... Qui est-ce qui a vingt-cinq mille livres de rentes ici ?

LAVERDURE, se montrant. — Bibi !

FIDELINE. — Sacrebleu !

LAVERDURE, à part. — Elle jure !

FIDELINE, à part. — Ça change la thèse !... Vingt-cinq mille livres de rentes... pas de bêtises ! ça s'épouse ! »

« LAVERDURE. — A quand la noce ?... à quand ?

FIDELINE. — Non, pas à Caen... à Avallon... loin de Paris... »

« GASPARD. — Ça m'est égal !... (Continuant.) Y avait donc de la lune... et une paille dans l'essieu !...

LAVERDURE, regardant en l'air. — Où diable voit-il une paille dans les cieux ! »

## Distribution
| Acteurs et actrices ayant créé les rôles |                   |
| Personnage                               | Acteur ou actrice |
| Laverdure, rentier                       | Sainville         |
| Gaspard, son domestique                  | Achard            |
| Fidéline, chemisière                     | Aline Duval       |